# Гроувленд (Массачусетс)
Гроувленд (англ. Groveland) — місто (англ. town) в США, в окрузі Ессекс штату Массачусетс. Населення — 6752 особи (2020).

## Демографія
Згідно з переписом 2010 року, у місті мешкало 6459 осіб у 2346 домогосподарствах у складі 1812 родин. Було 2439 помешкань
Расовий склад населення:
| - 97,4 % — білих - 0,9 % — азіатів - 0,5 % — чорних або афроамериканців - 0,1 % — корінних американців |

До двох чи більше рас належало 0,9 %. Частка іспаномовних становила 1,3 % від усіх жителів.
За віковим діапазоном населення розподілялося таким чином: 24,7 % — особи молодші 18 років, 60,2 % — особи у віці 18—64 років, 15,1 % — особи у віці 65 років та старші. Медіана віку мешканця становила 43,5 року. На 100 осіб жіночої статі у місті припадало 93,8 чоловіків;  на 100 жінок у віці від 18 років та старших — 90,4 чоловіків також старших 18 років.
Середній дохід на одне домашнє господарство  становив 108 251 долар США (медіана — 95 031), а середній дохід на одну сім'ю — 121 277 доларів (медіана — 101 350). Медіана доходів становила 63 516 доларів для чоловіків та 59 395 доларів для жінок. За межею бідності перебувало 2,4 % осіб, у тому числі 2,2 % дітей у віці до 18 років та 10,4 % осіб у віці 65 років та старших.
Цивільне працевлаштоване населення становило 3571 особа. Основні галузі зайнятості: освіта, охорона здоров'я та соціальна допомога — 22,9 %, науковці, спеціалісти, менеджери — 16,3 %, будівництво — 9,5 %, мистецтво, розваги та відпочинок — 7,8 %.